# Collegio Ingegneri Ferroviari Italiani
Il Collegio Ingegneri Ferroviari Italiani (CIFI) è un'associazione tecnica e professionale senza fini di lucro, costituita nel 1899, che ha per scopi la promozione della cultura ferroviaria specialmente in Italia, il sostegno alla professione di ingegnere ferroviario e l'aggiornamento professionale del personale delle industrie e società ferroviarie.
Il CIFI raccoglie al suo interno soci individuali (soci ordinari se laureati in ingegneria e soci aggregati se laureati in altre discipline o esperti del settore con titolo di studio diverso dalla laurea) e soci collettivi (società, industrie e aziende di trasporto e dipartimenti universitari).

## Storia

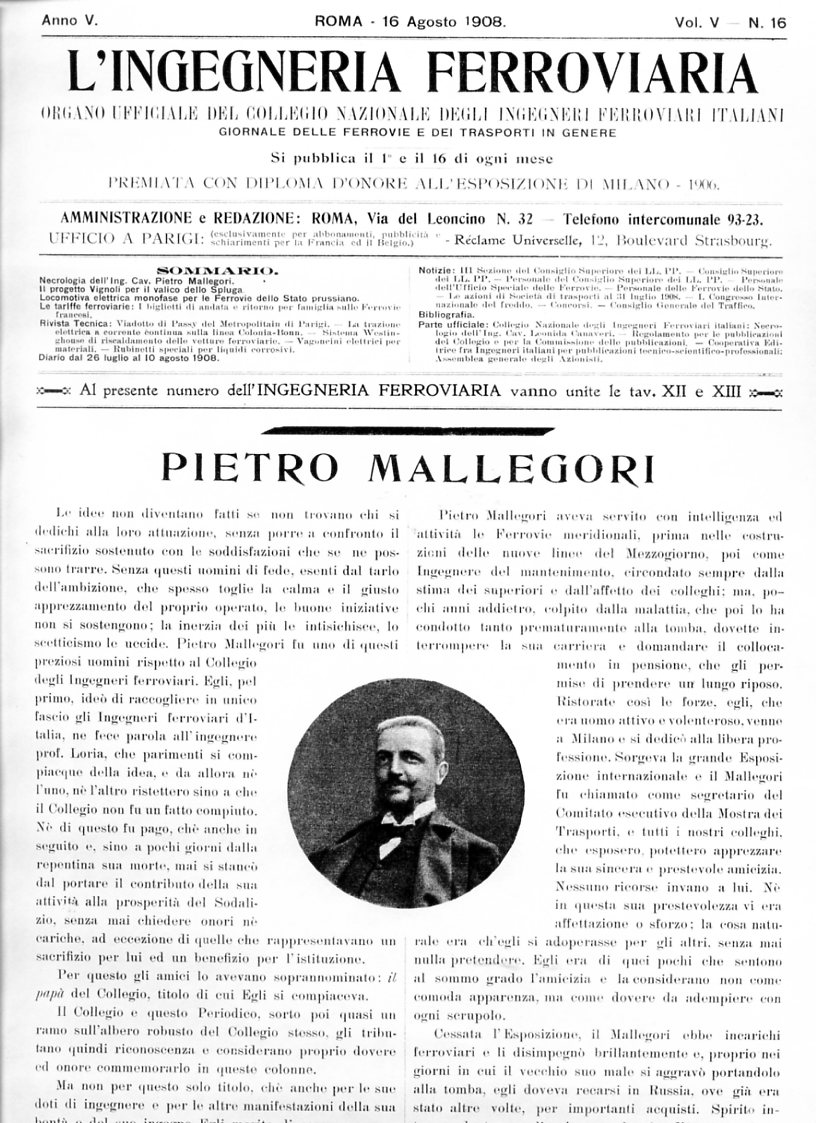
La prima pagina del fascicolo de L'ingegneria ferroviaria contenente il necrologio ufficiale di Pietro Mallegori.

Il CIFI fu fondato nel 1899 per iniziativa dell'ingegner Pietro Mallegori (Bergamo, 22 settembre 1858-Milano, 5 agosto 1908), laureato nel Politecnico di Milano nel 1881, quadro delle Strade ferrate dell'Alta Italia e poi della Rete Adriatica. Il primo presidente fu Leonardo Loria, docente di Ferrovie nel Politecnico di Milano.
Presidente onorario dal 10 dicembre 1905 fu Riccardo Bianchi, il primo direttore generale delle Ferrovie dello Stato.
Tra i suoi soci individuali si segnalano gli ingegneri Uberto Bajocchi, Riccardo Bianchi, Ugo Cantutti, Guido Corbellini, Alfredo D'Arbela, Giulio Giovanardi, Franco Di Majo, Pietro Lanino, Leonardo Loria, Matteo Maternini, Lucio Mayer, Piero Muscolino, Manlio Perilli, Vincenzo Leuzzi, Giovanni Robert, Giuseppe Vicuna.

## Scopi dell'associazione
Gli scopi del CIFI sono la promozione della cultura ferroviaria in Italia, il sostegno alla professione di ingegnere ferroviario e l'aggiornamento professionale del personale delle industrie e società ferroviarie.
Conseguentemente esso raccoglie al suo interno soci individuali (soci ordinari se laureati in ingegneria e soci aggregati se laureati in altre discipline o esperti del settore) e soci collettivi (società, industrie e aziende di trasporto e dipartimenti universitari).
Organizza visite tecniche e presentazioni d'infrastrutture, impianti e rotabili.
Inoltre organizza e patrocina conferenze, seminari e congressi specialistici, anche internazionali, dei quali pubblica gli atti.
Pubblica le riviste Ingegneria Ferroviaria (di  livello post-universitario, edita dal 1946, mensile; seguito della Rivista tecnica delle ferrovie italiane, promossa da Riccardo Bianchi con la collaborazione di Pietro Lanino nel 1912 e sospesa nel 1944), che è anche il suo organo ufficiale, e La tecnica professionale (dedicata all'aggiornamento del personale delle Ferrovie dello Stato e delle altre società ferroviarie, mensile, edita dal 1933 al 1998 in sezioni corrispondenti agli ex Servizi delle FS; nel 1998 s'è iniziata la nuova serie, in un solo fascicolo mensile interdisciplinare).
Inoltre pubblica testi professionali, d'aggiornamento e di alta divulgazione (anche storiografici), anche in coedizione con case editrici specializzate. Con alcune di esse ha stabilito accordi per la distribuzione di monografie su temi specialistici, anche di carattere generale e storiografico.
Bandisce e patrocina, con cadenze annuali o pluriennali, premi per i migliori contributi scientifici editi o inediti e per tesi di laurea sulle discipline ferroviarie (il più antico è il premio Mallégori).
Eroga borse di studio per studenti delle scuole superiori e universitari e per orfani di dipendenti delle Ferrovie dello Stato.

## Organigramma e sede
La sede centrale del CIFI dal 1949 è a Roma, nell'edificio della stazione ferroviaria di Roma Termini
Presidente del CIFI, per il quadriennio 2016-2019, è l'ingegner Maurizio Gentile, ex amministratore delegato di Rete Ferroviaria Italiana (nel 1905 fu scelto quale presidente onorario il primo direttore generale delle FS ingegner Riccardo Bianchi).
Il CIFI è organizzato in quindici sezioni regionali, localizzate nelle città sedi delle ex Direzioni Compartimentali delle Ferrovie dello Stato, raggruppate in tre aree: Area Nord, Area Centro e Area Sud. Le attività citate sono organizzate dalla sede centrale e dalle sezioni territoriali, spesso in collaborazione con enti e aziende esterni.
Presso la sede centrale ha sede la biblioteca "Pietro Mallégori-Manlio Perilli", accessibile anche ai non soci. Nel 1943 l'archivio interno e parte della biblioteca, allontanati da Roma per le vicende belliche, furono distrutti o rubati.

## CIFI e cultura storica ferroviaria
Negli anni Settanta il CIFI intervenne ufficialmente per "sbloccare" l'annosa e irrisolta questione del museo nazionale ferroviario, istituendo un gruppo di lavoro interno che contribuì al progetto del Museo nazionale ferroviario di Pietrarsa.
Durante il convegno internazionale per il suo centenario (1999) rese nota una proposta, elaborata insieme a dirigenti della Direzione Risorse umane delle Ferrovie dello Stato, di una ricognizione dei beni culturali del comparto ferroviario, proponendo la costituzione d'una Fondazione Ferrovie dello Stato incaricata di gestirli. La Fondazione Ferrovie dello Stato fu poi istituita nel 2013.